# Кожушко Олександр Михайлович
Кожушко Олександр Михайлович (нар. 10 квітня 1928, село Коржумари, Криничанський район, Дніпропетровська область, Українська РСР, СРСР — 26 листопада 2011) — український радянський залізничник і державний діяч. Заслужений працівник транспорту України. Депутат Верховної Ради УРСР 10—11-го скликань (1981—1990) та Народний депутат України II скликання (1994—1998). Кандидат у члени ЦК КПУ в 1986—1990 роках.

## Біографія
Народився 10 квітня 1928 року у с. Коржумари, Криничанський район, Дніпропетровська область, в українській селянській родині.
У 1944-1948 роках навчався у Дніпропетровському технікумі залізничного транспорту, по закінченні якого був розподілений на Бесарабське відділення Кишинівської залізниці.
З 1953 року переведений на Одеське відділення Одесько-Кишинівської залізниці. Працював поїзним диспетчером, заступником начальника відділу руху Одеського відділення.
Член КПРС з 1965 року.
У 1965 році закінчив Дніпропетровський інститут інженерів залізничного транспорту й був призначений начальником станції Одеса-Застава I.
З березня 1966 року повертається в апарат Одеського відділення на посаду начальника відділу руху, з грудня 1969 року — заступник начальника Одеського відділення.
У 1971 році призначається начальником служби руху — заступником начальника Одесько-Кишинівської залізниці.
З 1977 року — начальник Одесько-Кишинівської залізниці, а з 1979 року — начальник Одеської залізниці.
З 1981 до 20 липня 1994 року обіймав посаду начальника Донецької залізниці. При ньому Донецька залізниця стала однією з найбільш високооснащених, як в технічному, так і в соціальному плані, а також стала одним із беззаперечних лідерів у вантажній роботі на мережі залізниць Радянського Союзу.
Обирався депутатом Верховної Ради України II скликання (1994–1998). Очолював комітет Верховної Ради з питань транспорту і зв'язку, був безпосереднім творцем і автором Закону України «Про залізничний транспорт». Член фракції КПУ.
Помер 26 листопада 2011 року.

## Відзнаки
Нагороджений орденами Леніна, Жовтневої Революції, Трудового Червоного Прапора, медалями. Двічі нагороджувався нагрудним знаком «Почесний залізничник».
Удостоєний почесного звання «Заслужений працівник транспорту України». Лауреат державних премій.